# Synagoga w Bieczu
Synagoga w Bieczu – synagoga znajdująca się w Bieczu, przy rynku pod numerem 20.

## Historia
Synagoga została zbudowana w połowie XIX wieku. W 1903 roku budynek został zniszczony podczas pożaru miasta. W 1905 roku został odbudowany i odnowiony. Podczas II wojny światowej synagoga została doszczętnie zdewastowana przez hitlerowców. Wokół niej od kwietnia do sierpnia 1942 roku znajdowało się również getto dla ludności żydowskiej z Biecza i okolic.
Obecnie w synagodze znajduje się Rada Miejska, Urząd Gminy oraz Miejska i Gminna Biblioteka Publiczna w Bieczu, która od 1966 roku zajmuje dwa parterowe pomieszczenia budynku.

## Architektura
Murowany z cegły budynek synagogi wzniesiono na planie prostokąta. Na elewacji frontowej znajdują się dwa rzędy półokrągle zakończonych okien oraz dwoje drzwi, prowadzące pierwotnie do głównej sali modlitewnej oraz babińca.
Wewnątrz na ścianach głównej sali modlitewnej zachowały się fragmenty polichromii. Na jednej ze ścian znajduje się malowidło przedstawiające Świątynię Jerozolimską oraz inskrypcję hebrajską, odkryte i odnowione w 2003 roku dzięki Fundacji Wiecznej Pamięci. Wnęka po Aron ha-kodesz, która znajdowała się na ścianie wschodniej została zamurowana.
Na frontowej ścianie synagogi znajduje się tablica pamiątkowa z 1998 roku ufundowana przez Towarzystwo Żydów z Biecza w Nowym Jorku, upamiętniająca ofiary Holocaustu. Treść w języku polskim i angielskim brzmi:
„In Memoriam. Dla upamiętnienia tragedii żydowskich dzieci, kobiet i mężczyzn z Biecza i okolic okrutnie prześladowanych i wymordowanych przez hitlerowskich oprawców w latach 1939–1945”.